# Prosencephalon

De subdivisies van de hersenen van een embryo. Later zullen deze delen zich ontwikkelen tot volwassen structuren

Het prosencephalon of de voorhersenen is een deel van de hersenen.
Bij zoogdieren ontwikkelt dit deel zich, samen met het mesencephalon (middenhersenen) en het rhombencephalon (ruithersenen), als een van de eerste delen van het brein tijdens de foetale fase van de ontwikkeling. Bij mensen kan men het prosencephalon onderverdelen in het diëncephalon en het telencephalon.